# Ulus

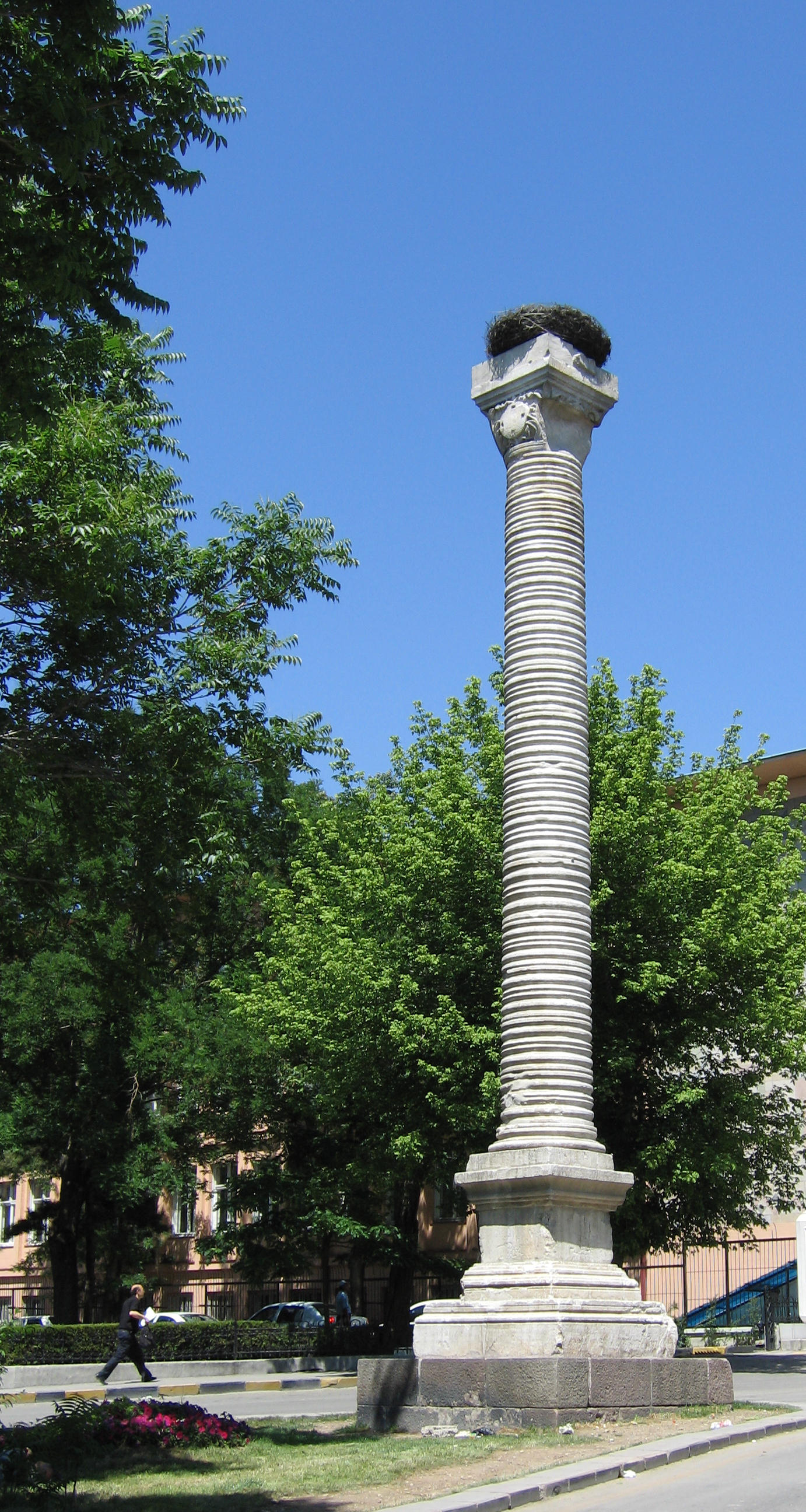
La columna de Julien a Ulus

Ulus és un semt (barri) d'Ankara, la capital de Turquia. Es troba al districte Altındağ, en el nucli antic d'Ankara.

## Edificis

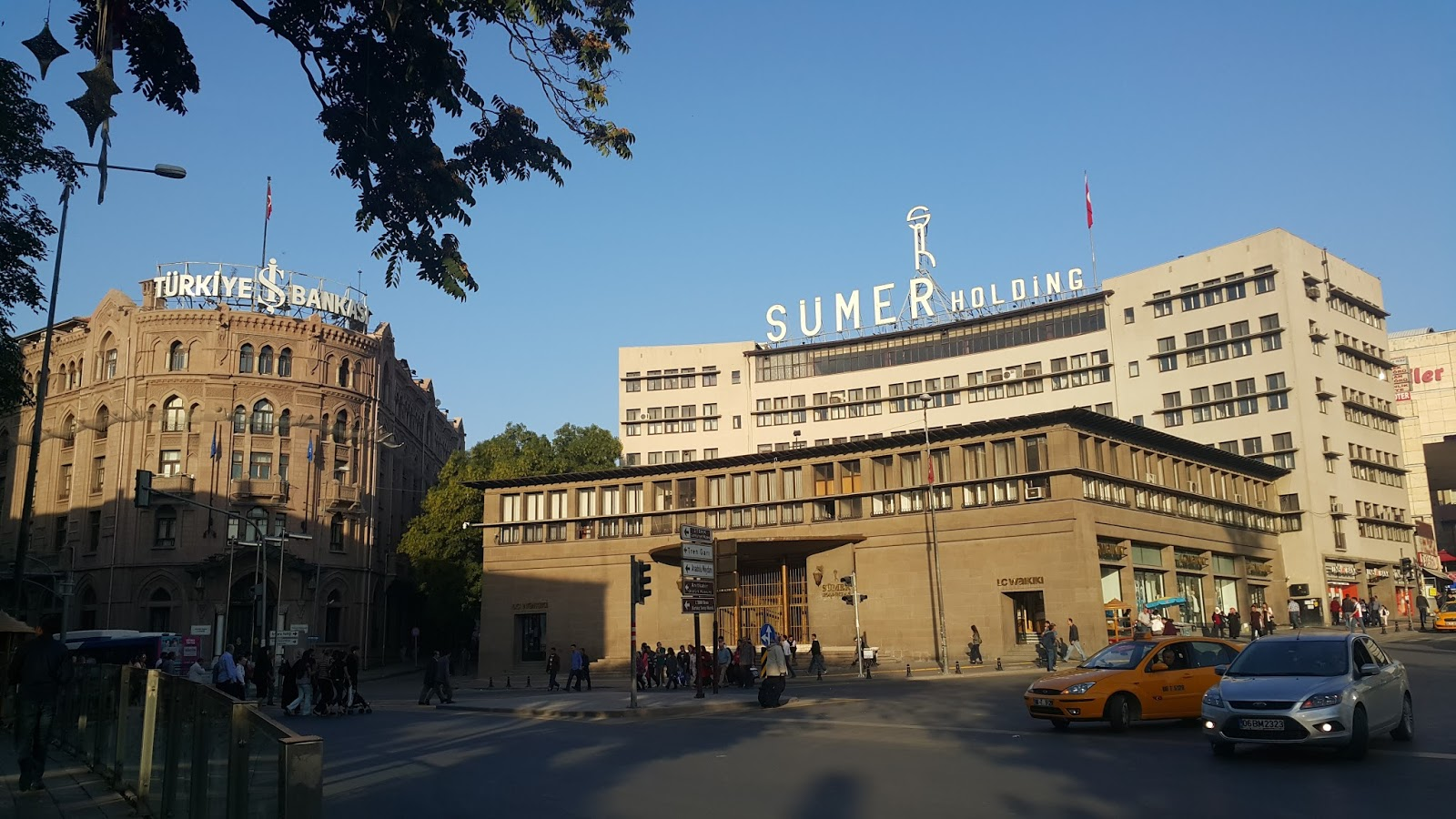
Plaça d'Ulus, on es poden trobar edificis del primer gran banc de la República turca, İşbank, i la companyia abans estatal, també republicana, Sümerbank.

Tant els primers dos edificis del parlament turc (avui museus) com l'oficina central del Govern de la província d'Ankara (Ankara Valiliği) estan situats a Ulus. L'edifici de l'Ajuntament d'Ankara a Ulus és fora d'ús perquè està restaurat. Atès que és el nucli antic de la capital, l'Òpera d'Ankara, el primer hotel gran de la ciutat, l'Ankara Palas, i diversos museus com ara Devlet Resim ve Heykel Müzesi (Museu Estatal de Pintura i Escultura, que utilitzen l'edifici central original dels Türk Ocakları) i el Museu de Civilitzacions són a Ulus. Temples històrics com ara el d'Augustus (i el Monumentum Ancyranum), les mesquites Arslanhane (del segle xiii) i Hacı Bayram (del segle xv) o l'única activa (restaurada el 1994) Sinagoga d'Ankara, així com la Azize Tereza Katolik Kilisesi (Església Catòlica Santa Teresa), una de les dues esglésies catòliques d'Ankara, són en o a prop d'Ulus. Una altra mesquita, ordenada per Hürrem Sultan i construïda per Mimar Sinan, prop del Mercat Central d'Ulus (Ulus Hali), va ser destruïda en un foc al segle xvii i posteriorment reconstruïda, però va desaparèixer del tot en la dècada del 1940.